# Liste der Biografien/Bergf
Liste der Biografien |
Portal Biografien |
Personensuche
# |
A |
B |
C |
D |
E |
F |
G |
H |
I |
J |
K |
L |
M |
N |
O |
P |
Q |
R |
S |
T |
U |
V |
W |
X |
Y |
Z |
?
 
Ba |
Be |
Bd |
Bg |
Bh |
Bi |
Bj |
Bl |
Bm |
Bn |
Bo |
Br |
Bs |
Bu |
Bw |
By |
Bz
 
Bea–Beb |
Bec |
Bed |
Bee |
Bef |
Beg |
Beh |
Bei |
Bej |
Bek |
Bel |
Bem |
Ben |
Beo |
Bep |
Beq |
Ber |
Bes |
Bet |
Beu |
Bev |
Bew |
Bex |
Bey |
Bez
 
Bera |
Berb |
Berc |
Berd |
Bere |
Berf |
Berg |
Berh |
Beri |
Berj |
Berk |
Berl |
Berm |
Bern |
Bero |
Berq |
Berr |
Bers |
Bert |
Beru |
Berv |
Berw |
Berx |
Bery |
Berz
 
Berga |
Bergb |
Bergc |
Bergd |
Berge |
Bergf |
Bergg |
Bergh |
Bergi |
Bergj |
Bergk |
Bergl |
Bergm |
Bergn |
Bergo |
Bergq |
Bergr |
Bergs |
Bergt |
Bergu |
Bergv |
Bergw
Die Liste der Biografien führt alle Personen auf, die in der deutschsprachigen Wikipedia einen Artikel haben. Dieses ist eine Teilliste mit 12 Einträgen von Personen, deren Namen mit den Buchstaben „Bergf“ beginnt.

## Bergf

### Bergfe
- Bergfeld, Ernst (1885–1969), deutscher Schriftsteller
- Bergfeld, Friedrich Maximilian (1864–1934), Mundartdichter des Erzgebirges, Lehrer
- Bergfeld, Gottfried Julius (1875–1934), deutscher Fabrikant
- Bergfeld, Johann Heinrich (1764–1808), Elberfelder Kaufmann und Bürgermeister
- Bergfeld, Karl (1811–1896), deutscher Beamter und Politiker
- Bergfeld, Katharina (* 1981), deutsche Filmproduzentin
- Bergfeld, Manfred (* 1961), deutscher Fußballspieler
- Bergfelder, Helmut (* 1946), deutscher Fußballspieler
- Bergfelder, Tim (* 1965), deutscher Filmwissenschaftler
- Bergfeldt, Johannes (1886–1960), deutscher Schauspieler bei Bühne und Film

### Bergfl
- Bergfleth, Gerd (1936–2023), deutscher Schriftsteller und Übersetzer

### Bergfo
- Bergfors, Niclas (* 1987), schwedischer Eishockeyspieler